# Masato Fujita
Masato Fujita ( (藤田 優人?); Ōita, 8 maggio 1986) è un ex calciatore giapponese, di ruolo difensore.